# Anticoreura
Anticoreura là một chi bướm đêm thuộc họ Notodontidae. Chi này có các loài sau:
- Anticoreura salmoni  (Druce, 1885)